# Mycomya hyalinata
Mycomya hyalinata är en tvåvingeart som först beskrevs av Johann Wilhelm Meigen 1830.  Mycomya hyalinata ingår i släktet Mycomya och familjen svampmyggor. Inga underarter finns listade i Catalogue of Life.